# Músculo redondo mayor
El músculo redondo mayor es un músculo voluminoso, de aspecto redondeado que se localiza en la región posterior del hombro.

## Origen e inserción
Se origina en una gran región ovalada, situada en la superficie posterior del ángulo inferior de la escápula, caudal al origen del músculo redondo menor, en los tabiques fibrosos intermusculares y en la fascia infraespinosa. 
Es un músculo ancho con forma de cordón, que se dirige en sentido superior y lateral, sus fibras ascienden oblicuamente en busca de la cara anterior del húmero, para terminar insertándose en la cresta del tubérculo menor del húmero pero caudal a la inserción del músculo dorsal ancho (corredera bicipital).
Sus acciones son rotación interna, aducción y extensión (aproximación del húmero).

## Relaciones
Se relaciona dorsalmente con el músculo dorsal ancho y con la porción larga del músculo tríceps braquial. Su cara anterior es cubierta por el tendón de inserción del dorsal ancho. Conjuntamente con el dorsal ancho y el músculo subescapular va a constituir la pared posterior de la región axilar. Su borde superior se separa del redondo menor y forma con él el triángulo de los redondos.

## Inervación, irrigación y acción
Está inervado por una rama del nervio subescapular medio (C6, C7, C8) o también llamado nervio toracodorsal.
Irrigado por la arteria subescapular, rama de la arteria axilar.
Participa en la rotación interna, en la aducción y en la retroversión. Cuando toma como punto de apoyo el húmero, desplaza el ángulo inferior de la escápula hacia delante y hacia arriba.